# 칼리드 무니르
칼리드 무니르 알리 아부 바크르 마지드(아랍어: خالد منير أبو بكر مزيد, Khalid Muneer Ali Abu Bakr Mazeed, 1998년 2월 24일 ~ )는 카타르의 축구 선수로, 현재 카타르 스타스 리그의 알와크라 SC와 카타르 축구 국가대표팀에서 미드필더로 뛰고 있다.